# 圣安布鲁瓦兹站
圣安布鲁瓦兹站（法語：Saint-Ambroise）是巴黎地鐵的一個車站。圣安布鲁瓦兹站開通於1933年12月10日，是巴黎地鐵9號線的一個車站。車站名稱來自於聖盎博羅削教堂。

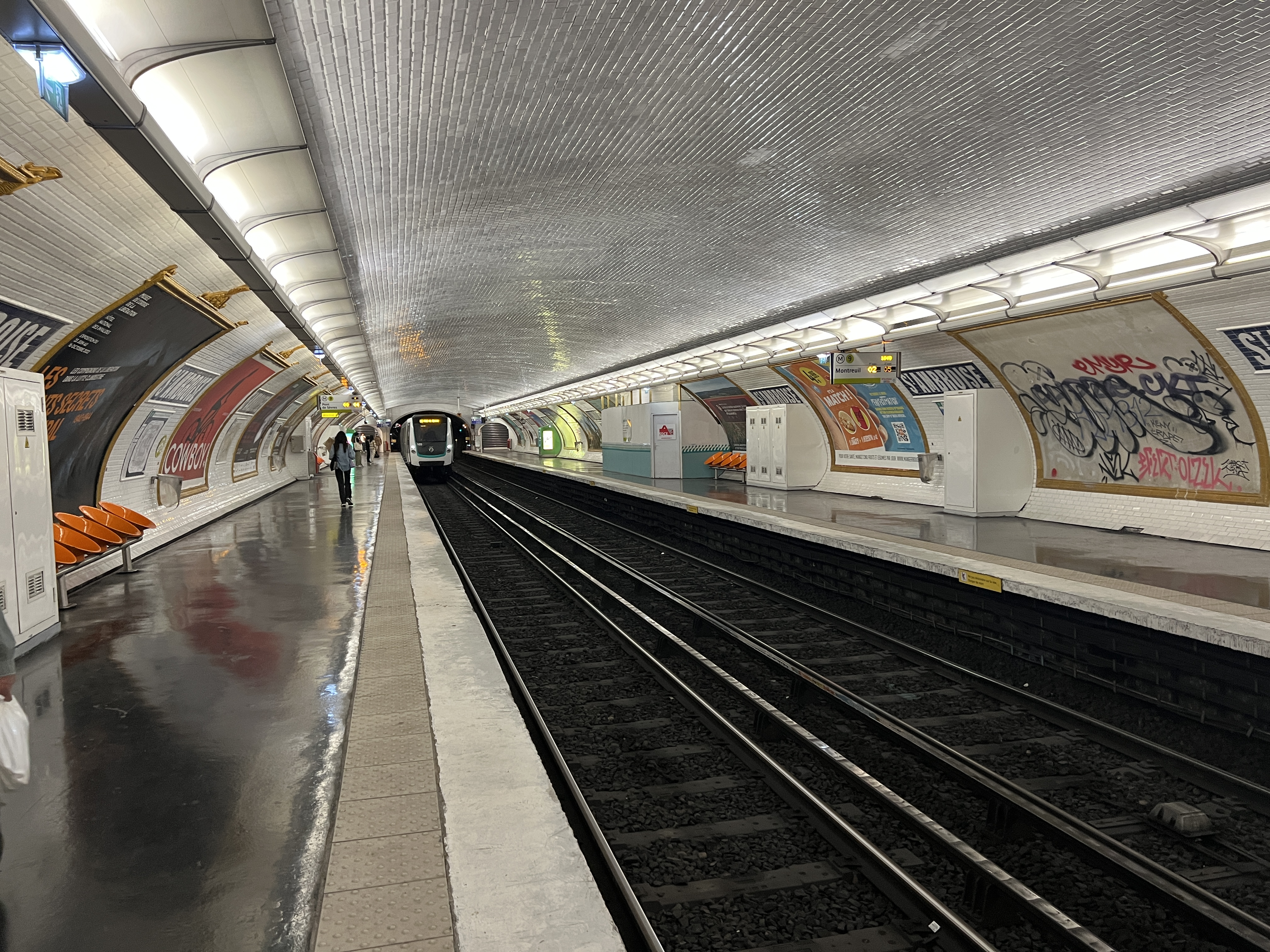
月台（2022年6月）

## 車站結構
| 街道層    |                    |                            |
| B1        | 夾層               |                            |
| 9號線月台 | 側式月台，右側開門 | 側式月台，右側開門         |
| 9號線月台 | 西行               | 往塞夫爾橋（奥伯坎普夫）   |
| 9號線月台 | 東行               | 往蒙特勒伊市政厅（伏爾泰） |
| 9號線月台 | 側式月台，右側開門 |                            |